# Akinfij Nikitič Demidov

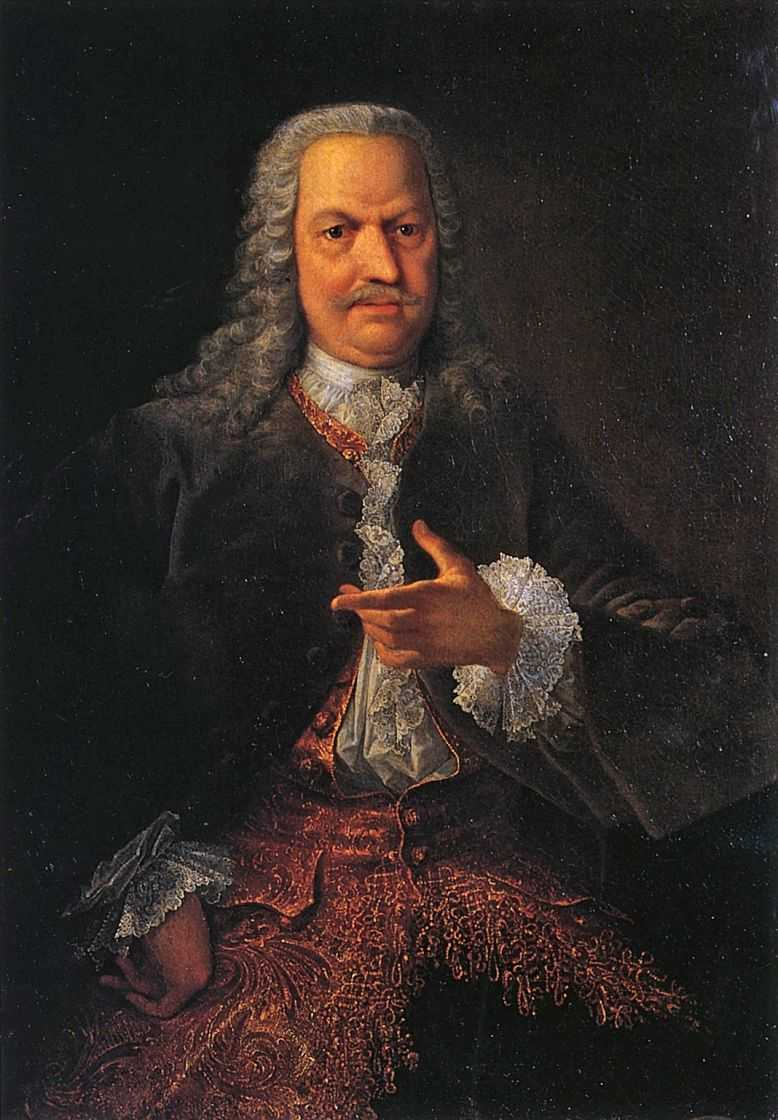
Ritratto di Akinfij Demidov, opera di Georg Christoph Grooth

Akinfij Nikitič Demidov (in russo Акинфий Никитич Демидов?; Tula, 1678 – 5 agosto 1745) è stato un imprenditore russo, appartenente alla famiglia Demidov.

## Biografia

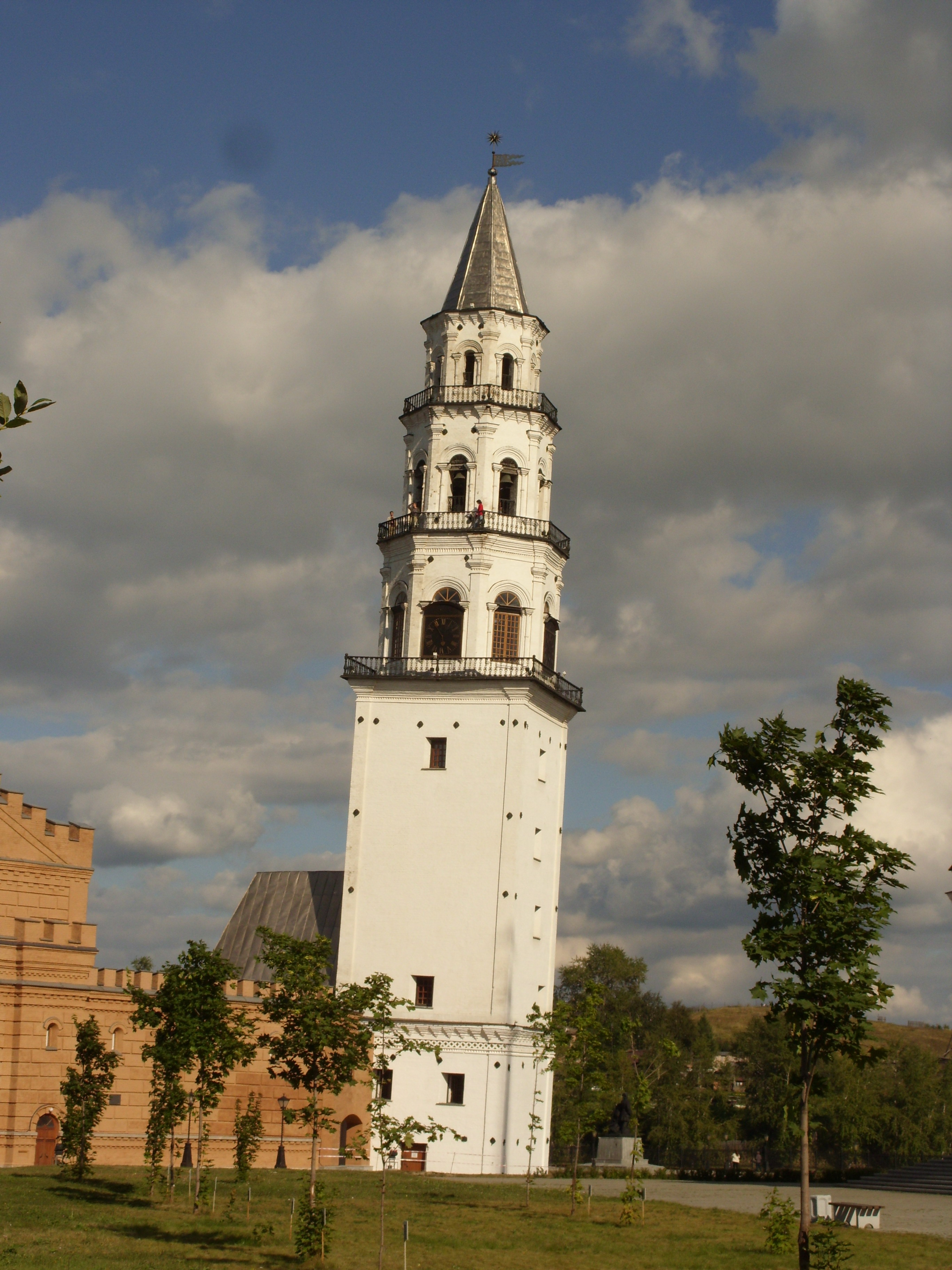
La torre pendente di Nev'jansk, fatta costruire da Akinfij Demidov nel 1721

Akinfij era il figlio maggiore di Nikita Demidov, fabbro di Tula che grazie al favore dello zar Pietro I aveva fatto fortuna come imprenditore e proprietario di diverse miniere e fabbriche di ferro nella regione degli Urali.
Dopo aver imparato a leggere e scrivere in una scuola di Tula e le basi della metallurgia dal padre, si recò a Freiberg, in Sassonia, per approfondire le tecniche di estrazione mineraria occidentali. Lì acquistò inoltre una ricca collezione di minerali, che riportò con sé in Russia e integrò con campioni delle rocce siberiane.
Tornato in patria, fin da giovane affiancò il padre nel suo lavoro di gestione delle fabbriche metallurgiche. Già nel 1702 il padre gli affidò la gestione delle fabbriche di Nev'jansk, e intorno al 1721 face costruire in tale città una torre alta 57 metri. Durante la costruzione della torre, a causa dell'eccessivo peso, il terreno ebbe un cedimento conferendo all'edificio la caratteristica pendenza che lo ha reso il simbolo della città.
Alla morte del padre ereditò gran parte della sua fortuna, comprese diverse miniere e fabbriche metallurgiche nella regione degli Urali. Negli anni successivi costruì 17 nuove fonderie e scoprì una trentina di nuovi giacimenti minerari di rame, piombo, oro e argento, soprattutto nella zona dei Monti Altaj.
All'apice del successo la famiglia Demidov possedeva oltre 30 fabbriche metallurgiche, 25 delle quali di proprietà di Akinfij, dove lavoravano 30.000 operai tra servi e contadini e che fornivano i due terzi della produzione metallurgica di tutto il paese.
Nel 1726 l'imperatrice Caterina I concesse ad Akinfij e ai suoi fratelli un diploma di nobiltà ereditaria.
Morì il 5 agosto 1745 lungo la strada da Tula agli Urali, e venne sepolto nella chiesa di Nikolo-Zareckij a Tula, fatta costruire da lui intorno al 1730 e in seguito utilizzata come tomba della famiglia Demidov.

## Discendenza

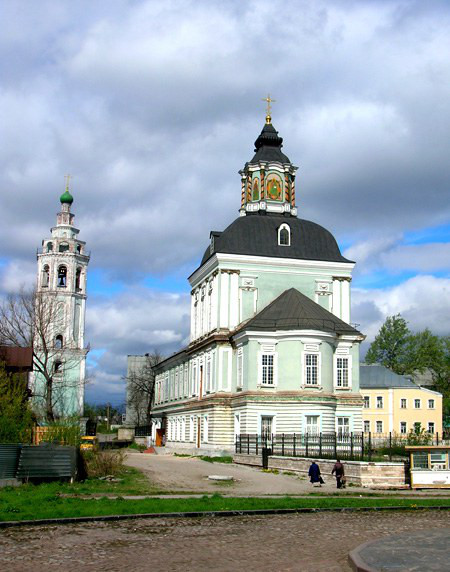
La chiesa di chiesa di Nikolo-Zareckij a Tula

Akinfij Demidov si sposò in prime nozze con E.T. Korobkova, dalla quale ebbe i figli Prokofij Akinfievič (in russo Прокофий Акинфиевич Демидов?) e Grigorij Akinfievič (in russo Григорий Акинфиевич Демидов?).
In seconde nozze si sposò con Evfimia Ivanovna Paltseva, da cui ebbe il figlio Nikita Akinfievič (in russo Никита Акинфиевич Демидов)?. Evfimia aveva una grande influenza sul marito e lo convinse a lasciare alla sua morte la maggior parte delle proprietà al figlio Nikita.
I due fratelli maggiori impugnarono il testamento rivolgendosi all'imperatrice Elisabetta, la quale stabilì che l'eredità di Akinfij Demidov dovesse essere divisa equamente tra i tre fratelli. Tra di essi solo Nikita continuò con successo l'attività imprenditoriale del padre.

Tutti e tre i fratelli si distinsero nelle opere di beneficenza. In particolare finanziarono con grandi donazioni di denaro l'Università statale di Mosca, fondata dall'imperatrice Elisabetta nel 1755, e l'orfanotrofio di Mosca voluto da Caterina II.

Donarono inoltre all'università la grande collezione di minerali del padre, contenente oltre 6000 pezzi, erbari, biblioteche e il ferro necessario per la costruzione degli edifici dell'università.